# Че Адамс
Че Адамс (англ. Che Adams, нар. 13 липня 1996, Лестер) — шотландський та англійський футболіст, нападник італійського клубу «Торіно» та національної збірної Шотландії.

## Клубна кар'єра
Народився 13 липня 1996 року в англійському місті Лестер. Розпочав займатись футболом в Академії місцевого клубу «Гайфілд Рейнджерс». У віці семи років став гравцем футбольної академії «Ковентрі Сіті», але у віці чотирнадцяти років був відпущений з клубу. Надалі грав за лестерський клуб «Сент-Ендрюс».
У 2012 році став гравцем клубу «Оудбі Таун», виступаючи спочатку за молодіжну команду, а потім за першу команду, зігравши в сезоні 2012/13 33 матчі і забивши 5 голів в Лізі об'єднаних графств. З 2013 по 2014 рік виступав за команду «Ілекстон» у Перм'єр-дивізіоні Північної Прем'єр-ліги, сьомому за рівнем дивізіоні Англії.
14 листопада 2014 року Адамс перейшов до клубу Першої ліги Англії «Шеффілд Юнайтед», підписавши з «клинками» дворічний контракт. 16 грудня 2014 року дебютував на професійному рівні в матчі проти «Саутгемптона», вийшовши на заміну в грі Кубка Футбольної ліги. 20 грудня того ж року дебютував у футбольній лізі Англії, вийшовши в стартовому складі на матч Першої ліги проти «Волсолла» (1?1) на стадіоні «Бремолл Лейн». В цілому провів за «Шеффілд Юнайтед» в усіх турнірах 55 матчів і забив 15 м'ячів.
8 серпня 2016 року Адамс перейшов в «Бірмінгем Сіті», підписавши з клубом Чемпіоншипа трирічний контракт. 16 серпня 2016 року дебютував за «городян» в матчі чемпіонату проти «Віган Атлетік» (1:1). 20 серпня в матчі проти «Вулвергемптон Вондерерз» (1:3) Че забив свій перший гол за «Сіті». У своєму першому сезоні в складі бірмінгемців Адамс зіграв у 40 матчах Чемпіоншипу і забив 7 голів, а також був визнаний найкращим молодим гравцем сезону.
8 серпня 2017 року зробив перший у своїй професійній кар'єрі хет-трик у матчі Кубка англійської Футбольної ліги проти «Кроулі Таун» (5:1). У сезоні 2017/18 забив 9 голів у всіх турнірах, що було достатнім, щоб стати найкращим бомбардиром «Бірмінгем Сіті» в тому сезоні.
У сезоні 2018/19 Адамс забив у Чемпіоншипі 22 голи, включаючи два хет-трики (в матчах проти «Галл Сіті» (3:3) 10 листопада та «Квінз Парк Рейнджерс» (4:3) 9 лютого). Він був включений до складу символічної «команди сезону» Чемпіоншипу і номінований на звання найкращого гравця сезону в турнірі. Він знову став найкращим бомбардиром «Сіті» в сезоні, а також був визнаний найкращим гравцем року за версією голосування як вболівальників, так і гравців «Бірмінгем Сіті», а його гол у ворота «Свонсі Сіті» 29 січня 2019 року був визнаний найкращим голом сезону в клубі.
1 липня 2019 року Адамс перейшов в «Саутгемптон» за 15 млн. фунтів, підписавши з клубом п'ятирічний контракт. 10 серпня 2019 року дебютував у Прем'єр-лізі у матчі проти «Бернлі». 5 липня 2020 року, через рік після переходу в «Саутгемптон», Адамс забив свій перший гол за «святих» дальнім ударом з 40 ярдів у матчі Прем'єр-ліги проти «Манчестер Сіті». Цей гол став єдиним у матчі і приніс його команді перемогу над «городянами». Адамсу вдалося забити гол тільки в тридцятому матчі за клуб. Станом на 16 травня 2021 року відіграв за клуб з Саутгемптона 65 матчів в національному чемпіонаті.

## Виступи за збірну
Оскільки батько Че походив з острова Антигуа, в жовтні 2014 року молодого футболіста було запрошено виступати за збірну Антигуа і Барбуди на матчі кваліфікації до Карибського кубка 2014 року, але Адамс відмовився. Натомість Че вирішив представляти Англію і викликався в юнацької збірної Англії до 20 років, за яку провів два матчі проти однолітків з Чехії у вересні 2015 року. Дебютував 5 вересня 2015 року у матчі, який завершився перемогою з рахунком 5:0, вийшовши замість Тайлера Вокерана останні 17 хвилин матчу; у другому матчі вийшов у стартовому складі, який англійці програли 0:1.
Адамс також мав право представляти Шотландію через бабусю та дідуся по матері, тому у 2017 році до нього звернулася Шотландська футбольна асоціація, спочатку розглянути можливість виступити за молодіжну, а пізніше і за національну збірну Шотландії, але на той момент він не відмовився.
Однак коли стало відомо, що шотландці кваліфікувались на чемпіонат Європи 2020 року, у березні 2021 року Адамс погодився виступати за збірну Шотландії. 16 березня 2021 року він вперше отримав виклик до збірної від головного тренера Стіва Кларка для участі в трьох матчах відбіркового турніру до чемпіонату світу 2022 року проти збірних Австрії, Ізраїлю і Фарерських островів і 25 березня дебютував у збірній Шотландії в домашньому матчі першого туру проти збірної Австрії (2:2), вийшовши на заміну на 66-й хвилині замість Стюарта Армстронга. Свій перший гол за збірну Шотландії забив 31 березня 2021 року в третьому матчі проти збірної Фарер (4:0), відзначившись на 59-й хвилині і зробивши рахунок у грі 3:0.
У травні 2021 року Адамс був включений до заявки збірної на чемпіонат Європи 2020 року
| Дата      | Місто     | Господарі | Результат | Гості             | Турнір            | Голи | Примітки |
| --------- | --------- | --------- | --------- | ----------------- | ----------------- | ---- | -------- |
| 25-3-2021 | Глазго    | Шотландія | 2 – 2     | Австрія           | Відбір до ЧС 2022 | -    |          |
| 28-3-2021 | Тель-Авів | Ізраїль   | 1 – 1     | Шотландія         | Відбір до ЧС 2022 | -    |          |
| 31-3-2021 | Глазго    | Шотландія | 4 – 0     | Фарерські острови | Відбір до ЧС 2022 | 1    | 73'      |
| Усього    |           | Матчів    | 3         |                   | Голів             | 1    |          |

## Досягнення

### Особисті
- Молодий гравець року в «Шеффілд Юнайтед»: 2015/16
- Молодий гравець сезону в «Бірмінгем Сіті»: 2016/17
- Гравець місяця в Чемпіоншипі: лютий 2019
- Гравець сезону в «Бірмінгем Сіті» за версією вболівальників, за версією гравців, найкращий бомбардир клубу в сезоні і автор найкращого гола сезону в клубі: 2018/19[15]